# Aconogonum coriarium
Aconogonum coriarium (Grig.) Soják – gatunek rośliny z rodziny rdestowatych (Polygonaceae Juss.). Występuje naturalnie w Kazachstanie, Tadżykistanie, Uzbekistanie, Turkmenistanie, Afganistan oraz Pakistanie. 

## Morfologia
PokrójBylina dorastająca do 1–1,5 m wysokości.
LiścieBlaszka liściowa jest gruczołowato owłosiona i ma kształt od owalnego do lancetowatego. Mierzy 4–12 mm długości oraz 2–4,5 mm szerokości, ma nasadę od klinowej do uciętej oraz ostry wierzchołek. Ogonek liściowy jest nagi i ma 3–4 mm długości. Gatka jest zaokrąglona i ma 15–28 mm długości.
KwiatyZebrane w wiechy rozwijające się na szczytach pędów. Listki okwiatu mają odwrotnie jajowaty kształt i białawą barwę, mierzą 3–5 mm długości.
OwoceTrójboczne niełupki o długości 3–5 mm.

## Biologia i ekologia
Rośnie na terenach skalistych. Występuje na wysokości od 1400 do 3500 m n.p.m. Kwitnie od czerwca do lipca.